# Luna 1958B
Luna 1958B (sèrie E-1), també anomenat Luna E-1 No.2, fou el segon intent soviètic d'enviar una missió espacial no tripulada a la Lluna. Fou llançada el 12 d'octubre del 1958, i la seva missió era estavellar-se contra la superfície lunar. La seva predecessora, Luna 1958-A, portava un contenidor de sodi amb l'objectiu de produir un núvol de sodi visible en impactar, però no se sap si Luna 1958B també en duia un.
En tot cas, la missió fracassà: quedà molt danyada durant el vol i explotà 104 segons després del llançament, sense arribar a sortir de l'atmosfera terrestre. El disseny de la sonda encara no ha estat presentat al món.